# Anamylopsoraceae
Anamylopsoraceae är en familj av lavar. Anamylopsoraceae ingår i ordningen Baeomycetales, klassen Lecanoromycetes, divisionen sporsäcksvampar och riket svampar.
|                  | Trapeliaceae                   |
|                  |                                |
|                  | Baeomycetaceae                 |
|                  |                                |
| Anamylopsoraceae | \| \| Anamylopsora \| \| \| \| |
|                  | \| \| Anamylopsora \| \| \| \| |
|                  | Ainoa                          |
|                  |                                |
|                  | Anamylopsora                   |
|                  |                                |

|  | Anamylopsora |
|  |              |